# Epipactis gevaudanii
Epipactis gevaudanii är en orkidéart som beskrevs av Pierre Delforge. Epipactis gevaudanii ingår i släktet knipprötter, och familjen orkidéer.
Artens utbredningsområde är Frankrike. Inga underarter finns listade i Catalogue of Life.